# Çetin Zeybek
Çetin Zeybek (né le 12 septembre 1932 à Bandırma en Turquie et mort le 10 novembre 1990) est un joueur international de football turc, qui jouait au poste de milieu de terrain.

## Biographie
Il commence sa carrière dans le club du Feriköy Spor Kulübü, avant de la terminer à Kasımpaşa Spor Kulübü.
Il a joué cinq matchs en sélection et a disputé la coupe du monde 1954.